# Минаев, Игорь Евгеньевич
Игорь Евгеньевич Минаев (род. 15 января 1954, Харьков, Украинская ССР, СССР) — советский и украинский режиссёр театра и кино, сценарист.

## Биография
Игорь Минаев родился 15 января 1954 года в Харькове. В 1977 году окончил режиссёрский курс факультета кинематографии Киевского института театрального искусства им. Карпенко-Карого (мастерская В. Неберы). Работал на Одесской киностудии. Первая режиссёрская работа не понравилась начальству, и несколько лет ему не давали работать. В 1985 Игорь Минаев снял короткометражный фильм «Телефон» по стихотворению Чуковского (роль К. И. Чуковского исполнил Лембит Ульфсак). Фильм был отмечен призом детского жюри на Московском кинофестивале 1987 года. В конце 90-х снял два художественных фильма «Холодный март» и «Первый этаж», отразившие начинающуюся в стране перестройку, и которые были отбраны для показа на Каннском фестивале в 1988 и 1990 годах. По словам Игоря Минаева, «это было время полного хаоса и одновременно абсолютной свободы. Тогда можно было делать всё, что хочешь — денег требовалось немного. Но о прокате не могло быть и речи». Позже, в 2013 году, на Одесском кинофестивале, фильм «Первый этаж» был представлен в ретроспективе «Затерянный мир», в которой были показаны лучшие украинские фильмы, снятые на закате советской эпохи, в 1990-91 годах, но неувиденные зрителем из-за разрушенного кинопроката. По мнению киноведа Любомира Госейко, «парадокс ситуации с „затерянным“ кино 90-х состоит в том, что международная фестивальная история большинства фильмов намного ярче, чем их жизнь на родине. Поколение кинематографистов 90-х называют „разогнанным возрождением“ — никто из генерации 90-х не смог реализовать себя на родине».
В 1988 году Игорь Минаев перебрался в Париж, преподавал в киношколе FEMIS, ставил спектакли («Историю солдата» Рамю на музыку Стравинского, «Флорентийские ночи» Цветаевой, где играла Елена Сафронова). При поддержке французского фонда ЭКО, ориентированного на сотрудничество с кинематографиями стран Центральной и Восточной Европы, Игорь Минаев (также как Павел Лунгин и Виталий Каневский) получил возможность снимать кино.
В 1993 году Игорь Минаев экранизировал рассказ Евгения Замятина «Наводнение» с Изабель Юппер в главной роли.
В 2002 году Игорь Минаев снял фильм «Лунные поляны», драматическую историю любви брата и сестры, встречающихся после десятилетней разлуки.  На фестивале «Киношок» в Анапе картина получила Гран при.
В 2006 вышла картина Игоря Минаева «Далеко от Сансет-бульвара».
По мнению кинокритика Леонида Павлючика, «история обласканного властями режиссёра-гомосексуалиста, снимавшего официозные мюзиклы в эпоху Сталина, в которых блистала его жена (скандальный намёк на Григория Александрова и Любовь Орлову), рассказана в фильме чересчур упрощенно, без знания драматизма и противоречий той эпохи». Фильм, показанный на кинофестивале «Киношок», был воспринят российской прессой достаточно иронично, а на фестивале русского кино в Онфлёре получил два приза.
В 2010 году Игорь Минаев был членом жюри Международного кинофестиваля в Монреале.

## Фильмография

### Режиссёр
- 1980 — Гость
- 1987 — Холодный март
- 1990 — Первый этаж
- 1991 — Подземный храм коммунизма
- 1993 — Наводнение
- 2002 — Лунные поляны
- 2005 — Далеко от Сансет бульвара
- 2010 — Зимой
- 2016 — Голубое платье

### Сценарист
- 1991 — Подземный храм коммунизма (с Анн де Пувурвиль)
- 1993 — Наводнение (с Жаком Байнак)
- 2002 — Лунные поляны (с Ольгой Михайловой)
- 2005 — Далеко от Сансет бульвара (с Ольгой Михайловой)
- 2016 — Голубое платье (с Ольгой Михайловой)

## Награды и номинации
- 1987 — МКФ в Москве:
  - Приз детского жюри за лучший короткометражный фильм («Телефон»)
- 1988 — Всесоюзный кинофестиваль:
  - Премия за лучшую режиссуру («Холодный март»)
- 1990 — кинофестиваль «Золотой Дюк» в Одессе:
  - Диплом жюри за режиссуру («Первый этаж»)
- 1993 — ОКФ «Киношок» в Анапе:
  - Приз за кинематографическую культуру («Наводнение»)
- 2002 — ОКФ «Киношок» в Анапе:
  - Гран-при «Золотая лоза» за лучший полнометражный фильм («Лунные поляны»)
- 2006 — фестиваль российского кино в Онфлёре («Далеко от Сансет бульвара»)[10]:
  - Гран при фестиваля
  - приз за лучший сценарий